# Нане (Болгарія)
Нане́ (болг. Нане) — село в Кирджалійській області Болгарії. Входить до складу общини Кирково.

## Населення
За даними перепису населення 2011 року у селі проживали 0 осіб.
Динаміка населення: